# Avenida Alfredo Silva Carvallo
La avenida Alfredo Silva Carvallo es una importante arteria del sector poniente de la ciudad de Santiago de Chile, específicamente en la comuna de Maipú.
Comienza con el nombre de Calle 4 en la avenida Leopoldo Infante y termina como camino de campo, pasado la Autopista del Sol, en donde existe un paso sobre nivel.
Es el eje principal de uno de los sectores más populosos de Maipú, el sector de la Ciudad Jardín Los Héroes de Maipú. Debido a que por ella pasan la mayoría de las líneas de microbuses, se interseca en el remodelado Parque Tres Poniente y existe un variado comercio, concentrado la mayoría en la intersección con la avenida Tres Poniente. En la zona están presentes las cadenas de supermercados Montserrat, Unimarc, Líder y La Africana. También hay una sucursal de Banco Estado, un Telepizza, y farmacias Cruz Verde y Ahumada, entre otros comercios establecidos.
Hubo muchos proyectos, como un mall en la Autopista del Sol, y la terminal de una línea de Metro en la esquina con Tres Poniente.[cita requerida]
Esta arteria estuvo en el proyecto como camino oficial al relleno sanitario Santiago poniente. pero dado la cantidad de gente que vive en villa los héroes, de la cual esta es su arteria principal, fue descartado de plano por la empresa su construcción. 
- Datos: Q5713295